# Houston Livestock Show and Rodeo

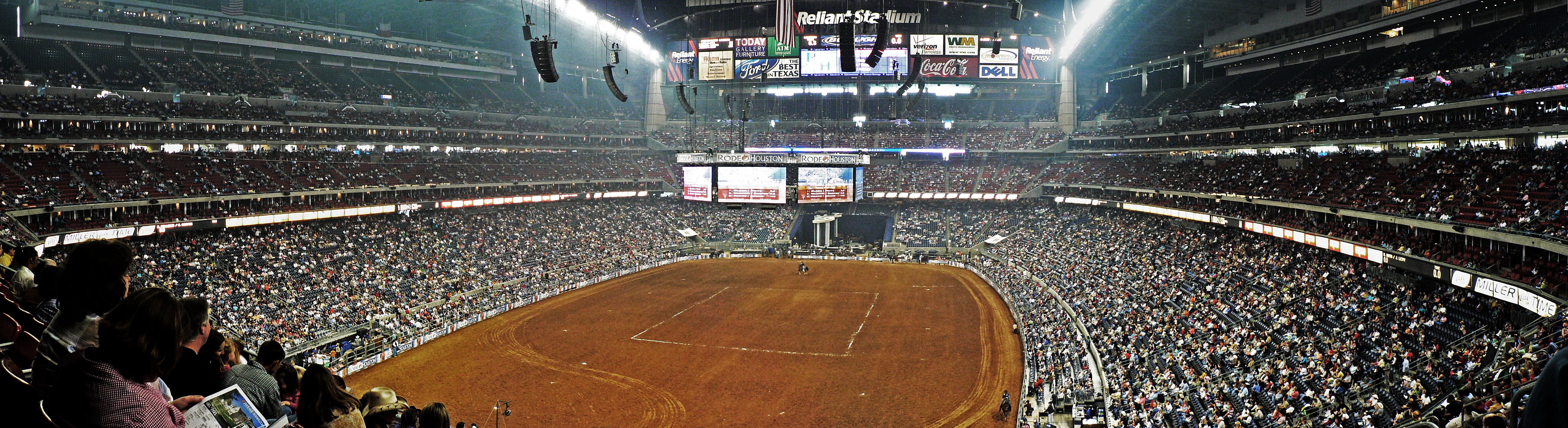
Estadio Reliant lleno de asistentes al rodeo en la HLSR 2006

El Houston Livestock Show and Rodeo es la más grande exposición de ganado, así como el rodeo más grande del mundo. 
En 2013, la asistencia llegó a más de 2,5 millones de acuerdo con un promedio de más de 2 millones por año que requiere el apoyo de alrededor de 29.000 voluntarios. Los 20 días del evento se celebran en el Estadio NRG de Houston, Texas y sus características incluyen el rodeo, la exposición de ganado, conciertos, un desfile, un carnaval, sendero paseos, barbacoas, concursos, compras, ventas, y paseos tradicionales, que comienza en las diferentes áreas de Texas y el final en Houston. 
El rodeo ha señalado algunas de las estrellas más grande de la música como Selena, Elvis Presley, George Strait, Reba McEntire, Los Tigres del Norte, Barry Manilow, Willie Nelson, Beyoncé, Carín León y Maroon 5.

## Día texano
El viernes de la "Texano" es también conocido como "Go Texan Day", donde toda la población de Houston se anima a vestir de la parte occidental con el atuendo de vaqueros, botas de vaquero, y sombreros de vaquero. Si bien el concepto se debatió en 1938, 1950 y 1954, Archer Romero presidió el primer Comité Tejano, alentando a lo que luego sería tradición en Houston durante el rodeo.

## El desfile rodeo
En 1937, había empezado la planificación para el primer Desfile Rodeo previo a la Houston Livestock Show and Rodeo de 1938. El primer desfile fue encabezado por la Policía Montada, junto con varios dignatarios de la ciudad, del condado, y del estado, que también montaron a caballo. En el desfile había dos bandas con un tambor y bugle corps. 
En 1952, Salt Grass Trail fue el primer sendero que se formó el paseo de solo unos pocos hombres. Al año siguiente, la publicidad de que el paseo atrajo a más personas a unirse. 
Todos los Trail Riders convergen en el Parque Memorial para acampar durante la noche antes de dirigirse hacia el Memorial Drive en donde hacen fila para el desfile. 
El desfile cuenta con aproximadamente 115 diferentes grupos. Hay 15 paseos, 20 carrozas, 15 vagones y diligencias comerciales, dos o tres enormes globos, y el 10 y el 15 de bandas universitarias y de secindaria marchan, además de mostrar funcionarios, funcionarios electos y otros dignatarios a caballo y en vehículos.

### Senderos transitables
Los senderos transitables son tradición con el rodeo y se reúnen en el Memorial Park al campamento para descansar y de partido antes del gran desfile anual de Rodeo a través de Centro de la ciudad de Houston.
- Salt Grass Trail Ride - 85 millas por Cat Spring, Texas establecido en 1952
- Sam Houston Trail Ride - 66 millas por Montgomery, Texas establecido en 1955
- Old Spanish Trail Ride - 216 millas por Logansport, Luisiana establecido en 1956
- Prairie View Trail Ride - 102 millas por Sunnyside, Texas establecido en 1957
- Valley Lodge Trail Ride - 72 millas por Brookshire, Texas establecido en 1959
- The Spanish Trail Ride - 112 millas por Coldspring, Texas establecido en 1961
- Texas Independence Trail Ride - 92 millas por Brazoria, Texas establecido en 1961
- Los Vaqueros Rio Grande Trail Ride - 386-millas por Hidalgo, Texas establecido en 1973
- Southwestern Trail Ride - 100 millas por Brazoria, Texas establecido en 1974
- Northeastern Trail Ride - 108 millas por Beaumont, Texas establecido en 1982
- Texas Cattlemen’s Trail Ride - 85 millas por Anderson, Texas establecido en 1986
- The Mission Trail Ride - 210 millas San Antonio, Texas establecido en 1990
- Southwest Trail Ride - 120 millas por Rosenberg, Texas establecido en 1993

## Conciertos
La mayoría de los conciertos son de artistas de música country, aunque algunos días están dedicados al pop, al hip hop/R&B y al rock. El "Go Tejano Day" anual, que cuenta con artistas de música regional mexicana, suele atraer a la mayor multitud.

## Récords de asistencia
| Posición | Año  | Artista       | Asistencia |
| -------- | ---- | ------------- | ---------- |
| 1        | 2014 | Selena Gomez  | 79.856     |
| 2        | 2018 | Calibre 50    | 75.700     |
| 3        | 2009 | Luke Bryan    | 74.890     |
| 4        | 2013 | Miley Cyrus   | 73.459     |
| 5        | 1995 | Selena        | 66,999     |
| 6        | 2014 | Blake Shelton | 66.224     |

| Año  | Asistencia General | Asistencia al Rodeo |  |
| ---- | ------------------ | ------------------- |  |
| 1982 | 1,095,155          | 646,735             |  |
| 1983 | 1,095,730          | 597,783             |  |
| 1984 | 1,014,550          | 592,403             |  |
| 1985 | 1,070,276          | 537,802             |  |
| 1986 | 1,120,796          | 547,763             |  |
| 1987 | 1,107,822          | 564,911             |  |
| 1988 | 1,194,179          | 640,117             |  |
| 1989 | 1,242,288          | 717,541             |  |
| 1990 | 1,323,865          | 784,483             |  |
| 1991 | 1,366,598          | 827,037             |  |
| 1992 | 1,501,818          | 928,304             |  |
| 1993 | 1,568,266          | 973,318             |  |
| 1994 | 1,616,113          | 985,871             |  |
| 1995 | 1,810,007          | 1,068,447           |  |
| 1996 | 1,830,265          | 1,061,344           |  |
| 1997 | 1,788,437          | 1,013,100           |  |
| 1998 | 1,769,359          | 923,313             |  |
| 1999 | 1,853,650          | #1,101,507          |  |
| 2000 | 1,889,861          | #1,101,478          |  |
| 2001 | 1,382,183          | #1,031,570          |  |
| 2002 | 1,563,662          | #1,091,955          |  |
| 2003 | 1,745,351          | #1,215,913          |  |
| 2004 | 1,890,174          | #1,126,092          |  |
| 2005 | 1,740,095          | 1,127,239           |  |
| 2006 | 1,688,103          | 1,115,558           |  |
| 2007 | 1,806,129          | 1,176,436           |  |
| 2008 | 1.802.158          | 1.206.551           |  |
| 2009 | 1.890.332          | 1.182.128           |  |
| 2010 | 2.144.077          | 1.264.074           |  |
| 2011 | 2.262.834          | 1.255.323           |  |
| 2012 | 2.257.970          | 1.283.419           |  |
| 2013 | 2.506.238*         | 1.308.288           |  |
| 2014 | 2.485.721          | 1.377.416*          |  |